# Cnemidophyllum stridulans
Cnemidophyllum stridulans är en insektsart som först beskrevs av Morgan Hebard 1927.  Cnemidophyllum stridulans ingår i släktet Cnemidophyllum och familjen vårtbitare. Inga underarter finns listade i Catalogue of Life.